# 颯爽
颯爽(さっそう)は、日本コカ・コーラが発売した、ほうじ茶ベースのブレンド茶である。難消化性デキストリンを配合した特定保健用食品に認可されている。なお、コカ・コーラ社初のトクホの商品である。

## the wellness from Coca-Cola
2004年、コカ・コーラ社は健康価値を提供するブランドとして「the wellness from Coca-Cola」というブランドを立ち上げた。颯爽はこのブランドで発売した製品のひとつ。近畿コカ・コーラボトリングが限定的に販売（通販）していた「健人茶論（けんじんさろん）」とフォーミュラは同じ。なお、颯爽の発売を受け、「健人茶論」の販売は終了。

## 概要
血糖値の上昇を抑える効果が見込める食物繊維「難消化性デキストリン」を1本（350ml）に5g配合。発売のタイミングとしては他社に遅れを取るような格好となった。先駆け的存在としてカルピスの「健茶王」、また難消化性デキストリンを含んでいないが同じく血糖値対策の茶飲料として、ヤクルト本社の「蕃爽麗茶」がある。なお、2008年5月現在、颯爽が販売されている自販機や店がなく、全国的にほぼ終売状態であることが窺える。

## 種類
- 350mlPET
- 2LTPET

## CM
発売と同時に放映したCMには健康診断を受ける課長役としてベンガルが出演している。